# Tab Murphy
Tab Murphy (Olympia, 25 de fevereiro) é um roteirista de cinema e televisão norte-americano.

## Biografia
Murphy nasceu e cresceu na cidade de Olympia, Washington, e estudou na Escola de Cinema da Universidade do Sul da Califórnia. Ele começou a trabalhar como roteirista profissional em 1983, com seu primeiro grande sucesso sendo Gorillas in the Mist de 1988, pelo qual foi indicado ao Oscar de melhor roteiro adaptado.
Em 1995 ele escreveu e dirigiu o filme Last of the Dogmen. Murphy então passou quase dez anos trabalhando para a Walt Disney Pictures, escrevendo os longas-metragem animados The Hunchback of Notre Dame de 1996, Tarzan de 1999, Atlantis: The Lost Empire de 2001 e Brother Bear de 2003.
Murphy escreveu em 2009 o filme Dark Country. Ele também já trabalhou vários roteiros para animações baseadas em quadrinhos da DC Comics, como Superman/Batman: Apocalypse de 2010, Batman: Year One de 2011 e dois episódios da série Teen Titans Go! de 2013. Além disso, ele também escreveu sete episódios da série ThunderCats entre 2011 e 2012, e um episódio de Be Cool, Scooby-Doo! em 2016.